# Le cose cambiano (lcc)
Le cose cambiano (lcc) è un singolo del rapper italiano Massimo Pericolo, pubblicato il 1º dicembre 2023 come secondo estratto dal terzo album in studio Le cose cambiano.

## Tracce
Testi di Alessandro Vanetti, Alessandro Raina, musiche di Dario Faini.
1. Le cose cambiano (lcc) – 2:55

## Classifiche
| Classifica (2023) | Posizione massima |
| ----------------- | ----------------- |
| Italia            | 65                |